# Dominique Interactif
Le Dominique Interactif (Valla, 2000) est un questionnaire standardisé servant à évaluer sept troubles de la santé mentale chez les jeunes (l’anxiété généralisée, les phobies spécifiques, l’anxiété de séparation, la dépression, le déficit d’attention et l’hyperactivité, les troubles de conduite et le trouble oppositionnel). Ce n’est pas un instrument diagnostique. Il identifie si l’enfant évalué ne présente probablement pas, pourrait présenter ou présente probablement un problème de santé mentale (Valla & al., 2000). 
Il s’agit d’une bande dessinée interactive multimédia présentant un jeune personnage, nommé Dominique, dans diverses situations représentant des critères pour certaines psychopathologies du DSM-IV. Deux versions existent, une pour les six à onze ans et une pour les adolescents.  Cette dernière version mesure un huitième problème de santé mentale, la tendance à la consommation. Dans le Dominique Interactif, lorsqu’une image apparaît à l’écran, une question, représentant la description verbale du symptôme étudié, est posée au jeune, via les haut-parleurs. Le jeune doit ensuite indiquer s’il réagit ou non comme Dominique dans de telles situations. 
Comme cet instrument utilise des stimuli visuels, les auteurs ont tenu compte de la diversité ethnique. Des versions représentant des individus hispaniques, afro-américains et asiatiques ont donc été créées. Cet instrument est aussi disponible en français européen, canadien français, espagnol européen, espagnol mexicain, anglais et en allemand.
Il est utilisé en contexte de recherche, de prévention et d’intervention. En milieu scolaire, il offre l’occasion aux psychologues de faire une revue de la santé mentale du jeune de façon simple, intéressante pour l’élève et rapide (le temps de passation est de 10 à 15 minutes). Par contre, afin de compléter l’évaluation, il est nécessaire de tenir compte de l’environnement, de l’histoire personnelle et du contexte dans lequel vit le jeune ainsi que des informations provenant des parents, professionnels et enseignants.